# Håkon Opdal
Håkon Eikemo Opdal (* 11. Juni 1982 in Odda) ist ein norwegischer ehemaliger Fußballtorhüter. Sein Vater ist der Lokalpolitiker und Bürgermeister der Kommune Odda John Opdal.

## Karriere
Der 1,87 m große Torhüter spielte in seiner Jugend für Odda FK. 2000 wechselte er zum Tippeligaen Club Brann Bergen. Sein Pflichtspieldebüt für Brann gab er 2001 im Pokalspiel gegen Ørn Horten. Es blieb sein einziges Spiel dieser Saison. In der Saison 2002 kam er an Bergens Stammtorhüter Ivar Rønningen nicht vorbei. Im letzten Spiel der gegen Rosenborg BK wurde er jedoch eingewechselt und kam somit zu seinem Tippeligaen-Debüt.
In der Saison 2003 kam er auf Grund einer Verletzung von Ivar Rønningen zu 13 Ligaeinsätzen. Zum Stammtorhüter wurde Opdal im Sommer 2004, nachdem Rønningen den Verein verließ. Am Ende der Saison gewann er mit Bergen den norwegischen Pokal.
2005 kam er auf 24 Ligaeinsätze und stand bei vier UEFA-Pokal-Spielen im Tor. Zu Beginn der Saison 2006 ließ er in elf Spielen nur sieben Gegentore zu. Auf Grund der guten Leistungen nominierte ihn Nationaltrainer Åge Hareide für das A-Länderspiel gegen Südkorea. Er blieb die 90 Minuten jedoch auf der Bank. Am 15. November 2006 gab er schließlich sein Länderspieldebüt gegen Serbien.
In der Saison 2007 fehlte er auf Grund einer roten Karte nur ein Ligaspiel. Am Ende der Saison gewann er mit Brann Bergen den norwegischen Meistertitel.
Anfang 2007 verlängerte Håkon Opdal mit Brann Bergen bis 2011. Nach seinem Abgang 2011, als er es im letzten Jahr auf lediglich sechs Ligaeinsätze gebracht hatte, in den restlichen Partien lediglich auf der Ersatzbank saß und es mit der Mannschaft bis ins Finale des norwegischen Fußballpokals 2011 brachte, wechselte Opdal für die Saison 2012/13 zum dänischen Erstligisten SønderjyskE. Dort absolvierte er 13 Ligaspiele und wechselte noch während der laufenden Saison wieder zurück in sein Heimatland. Zum Spieljahr 2013 stand er schließlich im Tor des Tippeligaen-Klubs Start Kristiansand. Beim Neuaufsteiger aus der Adeccoligaen 2012 wurde er dabei in allen 30 Ligapartien eingesetzt und erreichte dabei mit dem Team im Endklassement den neunten Tabellenplatz. 2014 avancierte Odpal zum Mannschaftskapitän und wurde in den ersten 20 Meisterschaftspartien eingesetzt, stand jedoch in den letzten zehn Runden nicht mehr im offiziellen Kader. Mit dem Team belegte er zum Saisonende lediglich den zwölften Tabellenplatz. Im nachfolgenden Spieljahr 2015 musste er seine Kapitänsschleife vor allem an den Isländer Guðmundur Kristjánsson abgeben.
2019 wechselte er nach Brann Bergen und beendete dort 2021 seine aktive Karriere.

## Erfolge
Vereinserfolge
- Norwegischer Pokalsieger: 2004
- Norwegischer Meister: 2007
- Norwegischer Pokalfinalist: 2011

persönliche Erfolge
- Kniksenprisen als „Bester Torhüter“: 2006 und 2007